# Colonia el Alamito
Colonia el Alamito är en ort i Mexiko.   Den ligger i kommunen Delicias och delstaten Chihuahua, i den nordvästra delen av landet, 1 200 km nordväst om huvudstaden Mexico City. Colonia el Alamito ligger 1 200 meter över havet och antalet invånare är 492.
Terrängen runt Colonia el Alamito är platt åt sydväst, men åt nordost är den kuperad. Runt Colonia el Alamito är det glesbefolkat, med 9 invånare per kvadratkilometer. Närmaste större samhälle är Ciudad Delicias, 10,9 km väster om Colonia el Alamito. Trakten runt Colonia el Alamito består till största delen av jordbruksmark.